# Jesús López
Jesús Hiram López López (Hermosillo, 28 dicembre 1983) è un cestista messicano.

## Carriera
Con il Messico ha disputato i Campionati americani del 2009.